# تام انگشتی (فیلم)
تام انگشتی (انگلیسی: Tom Thumb) فیلمی در ژانر فانتزی و موزیکال به کارگردانی جورج پال است که در سال ۱۹۵۸ منتشر شد.

## بازیگران
- راس تامبلین
- آلن یونگ
- تری توماس
- پیتر سلرز
- جسی متیوز
- برنارد میلز